# Mazon Creek

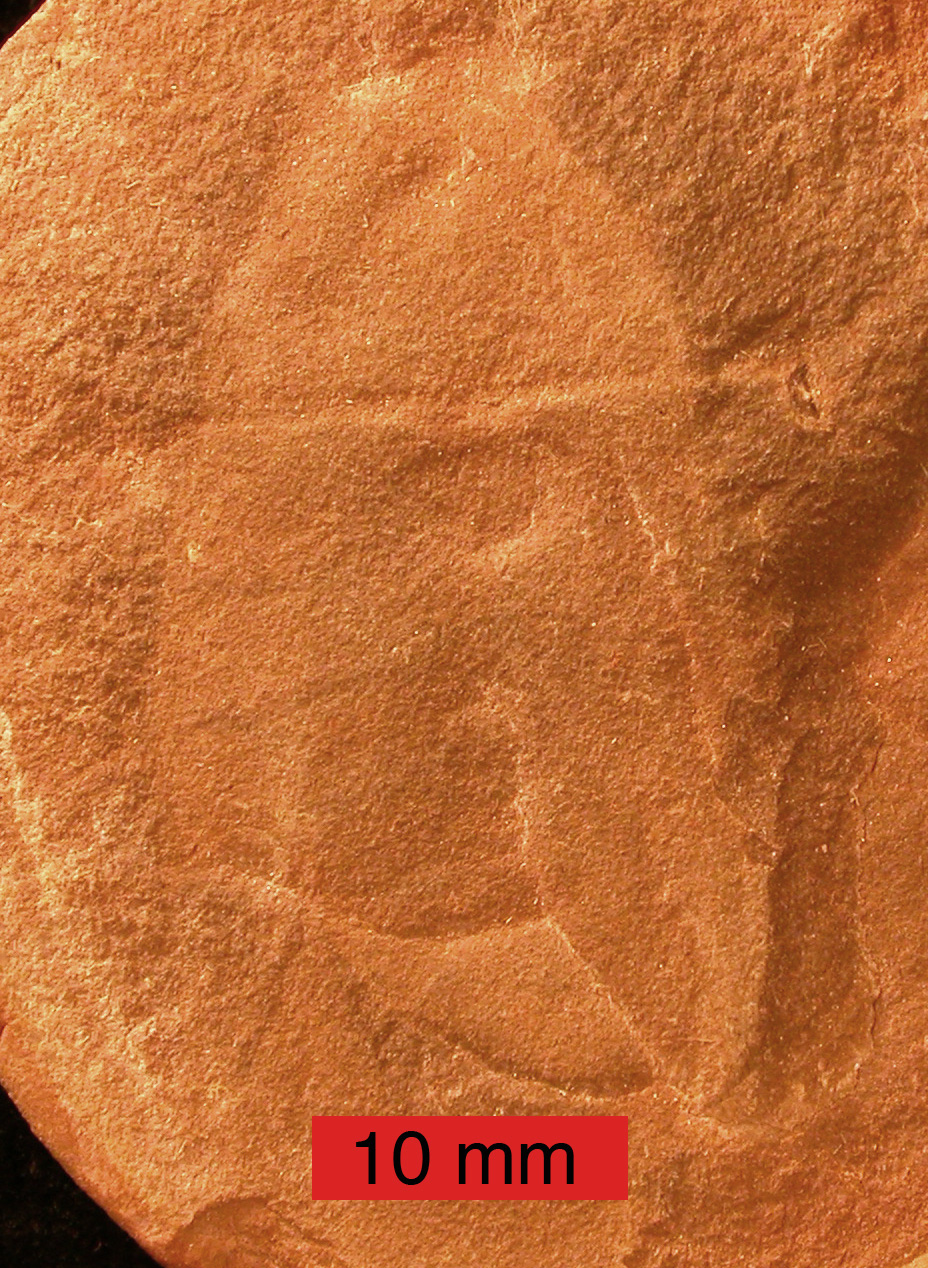
Tullimonstrum gregarium

Mazon Creek – stanowisko paleontologiczne typu Konservat-Lagerstätten, położone w północno-wschodniej części stanu Illinois (USA) nad rzeką Mazon (w okolicy Chicago). Występują tutaj skamieniałości karbońskie (środkowy pensylwan; odpowiednik westfalu D), zachowane w konkrecjach sferosyderytowych, sprzed około 308 mln lat.
Sferosyderyty spotykane są w obrębie mułowców i piaskowców formacji Francis Creek, powstałych w obszarze delty rzecznej w środowiskach brakicznych i morskich.
Skamieniałości reprezentowane są przez około 720 taksonów (około 400 – flory i 320 – fauny) i zachowane najczęściej w postaci odcisków także części miękkich.
W Mazon Creek wyróżniono trzy zespoły paleośrodowiskowe: 
- zespół bagniska węglotwórczego, złożony głównie z roślin telomowych (paprocie – Pecopteris, skrzypy – Calamites, Annularia, widłaki – Lepidodendron i ich szyszki zarodniowe Lepidostrobus, paprocie nasienne – Neuropteris, Alethopteris, kordaity) oraz fauny reprezentowanej przez owady bezskrzydłe (widłogonki, szczeciogonki) i uskrzydlone (głównie skrzydła owadów latających pierwotnych „Protorthoptera”, Palaeodictyoptera, Megasecoptera, jętek, czasem z zachowanymi wzorami zabarwienia oraz karaczany), wije (np. Myriacantherpestes, Arthropleura), mieczogony, pajęczaki (pająki – Pleophrynus, Arthrolycosa, biczykoodwłokowce, kosarze, kapturce, solfugi, skorpiony), pazurnice, płazy (np. Amphibamus, Aornerpeton) i gady (kaptorynidy – Cephalerpeton).
- zespół Braidwood, zawierający organizmy słodkowodne i brakiczne: małże słodkowodne, mieczogony (np. Euproops), muszloraczki, skorupiaki (np. krewetki, raki), Kręgowce reprezentują słodkowodne i brakiczne ryby (np. rekiny, promieniopłetwe – Elonichthys, trzonopłetwe – Rhabdoderma, dwudyszne – Conchopoma oraz ich zęby, łuski, jaja i koprolity) oraz płazy.
- Zespół Essex, składający się z organizmów morskich: krążkopławów (np. Essexella, Octomedusa), stułbiopławów, wstężnic, nicieni, niezmogowców (np. Priapulites), szczecioszczękich, wieloszczetów (np. Esconites, Fastuoscolex, Fossundecima, Rutellifrons), wielkoraków, skorupiaków (np. krewetki – Anthracaris, Belotelson), małżoraczków, liścionogów, wąsonogów, ślimaków, chitonów, małżów (np. Aviculopecten, Edmondia), głowonogów, ramienionogów, strzykw (Achistrum), liliowców, jelitodysznych (np. Mazoglossus) oraz bezszczękowców i ryb (rekiny – Bandringa, promieniopłetwe – Elonichthys, Pyritocephalus). Najbardziej znaną skamieniałością z tego zespołu jest Tullimonstrum gregarium o niepewnej pozycji filogenetycznej[1][2], zwany potocznie „Tully Monster”.

Wśród tych zespołów spotyka się również koprolity i skamieniałości śladowe.
W Polsce podobny zespół zachowany w sferosyderytach występuje w serii mułowcowej (karbon górny: westfal A) w Sosnowcu.